# نعومي بارون
نعومي بارون (بالإنجليزية: Naomi Baron)‏ هي فيلسوفة وصحفية وأستاذة جامعية أمريكية، ولدت في 1946.